# ألبرت هيكمان
ألبرت هيكمان هو سياسي كندي، ولد في 2 أغسطس 1875 في غراند بانك ‏ في كندا، وتوفي في 9 فبراير 1943 في سانت جونز في كندا. نشط حزبياً في Liberal parties in pre-confederation Newfoundland ‏. وقد انتخب Premier of Newfoundland and Labrador ‏ (10 مايو 1924 – 9 يونيو 1924).